# Limnophilella epiphragmoides
Limnophilella epiphragmoides is een tweevleugelige uit de familie steltmuggen (Limoniidae). De soort komt voor in het Neotropisch gebied.